# Chromonephthea megasclera
Chromonephthea megasclera is een zachte koraalsoort uit de familie Nephtheidae. De koraalsoort komt uit het geslacht Chromonephthea. Chromonephthea megasclera werd in 2005 voor het eerst wetenschappelijk beschreven door van Ofwegen. 